# 80 Ursae Majoris
80 Ursae Majoris (80 UMa), mai cunoscută ca Alcor,  este steaua companioană a stelei Mizar (ζ UMa) situată în constelația Ursa Mare. Cele două stele sunt separate de 11,48 minute de arc, adică vreo treime din diametrul aparent al Lunii pline.
Ea este vizibilă cu destulă ușurință, cu ochiul liber, în pofida slabei sale magnitudini aparente de +3,99.

## Originea numelui
Numele Alcor al stelei provine din arabă al-qur, „cavalerul”, prin faptul că ea se aseamănă unui cavaler care călărește unul din caii Carului Mare.
Cea mai veche atestare a acestei stele provine de la astronomul persan Abd Al-Rahman Al Sufi, în lucrarea sa, Cartea stelelor fixe, stabilită în 964, pornind de la catalogul lui Ptolemeu, Almageste:
„Deasupra lui al-Anak (Mizar) este o mică stea care îi este contiguă, pe care arabii o numesc al-Suha („mica neglijată”) și în câteva dialecte al-Saidak („steaua de încredere”). Ptolemeu nu vorbește despre ea, și de ea se servește pentru probarea puterii vederii”.
Este ciudat că anticii nu au spus niciun cuvânt despre această stea, deși este destul de ușor vizibilă cu ochiul liber, pe un cer limpede. O tradiție neverificată spune că Ginghis Han și Carol Quintul se serveau de această stea pentru testarea acuității vizuale a arcașilor lor.

## Caracteristici fizice
Alcor este o stea binară formată dintr-o stea albă din secvența principală și o pitică roșie. Steaua principalulă are o masă egală cu 1,8 M⊙ și o luminozitate egală cu 12 L⊙. La o distanță minimă de 25 UA de la steaua principală, steaua secundară, o pitică palidă roșie de tip spectral M3, se rotește într-o perioadă de circa 90 de ani.

## În literatură
Alcor este cheia misterului romanului « La Comtesse de Cagliostro » de Maurice Leblanc, numele său fiind dedus din sintagma «Ad Lapidem Currebat Olim  Regina» („Spre piatră alerga altădată Regina”). Într-adevăr, amplasamentul unor abații din Pays de Caux este presupus că ar reproduce pe sol traseul Ursei Mari, iar Alcor ar indica locul unde ar fi îngropat / ascuns un ipotetic tezaur al regilor Franței.

## Galerie de imagini

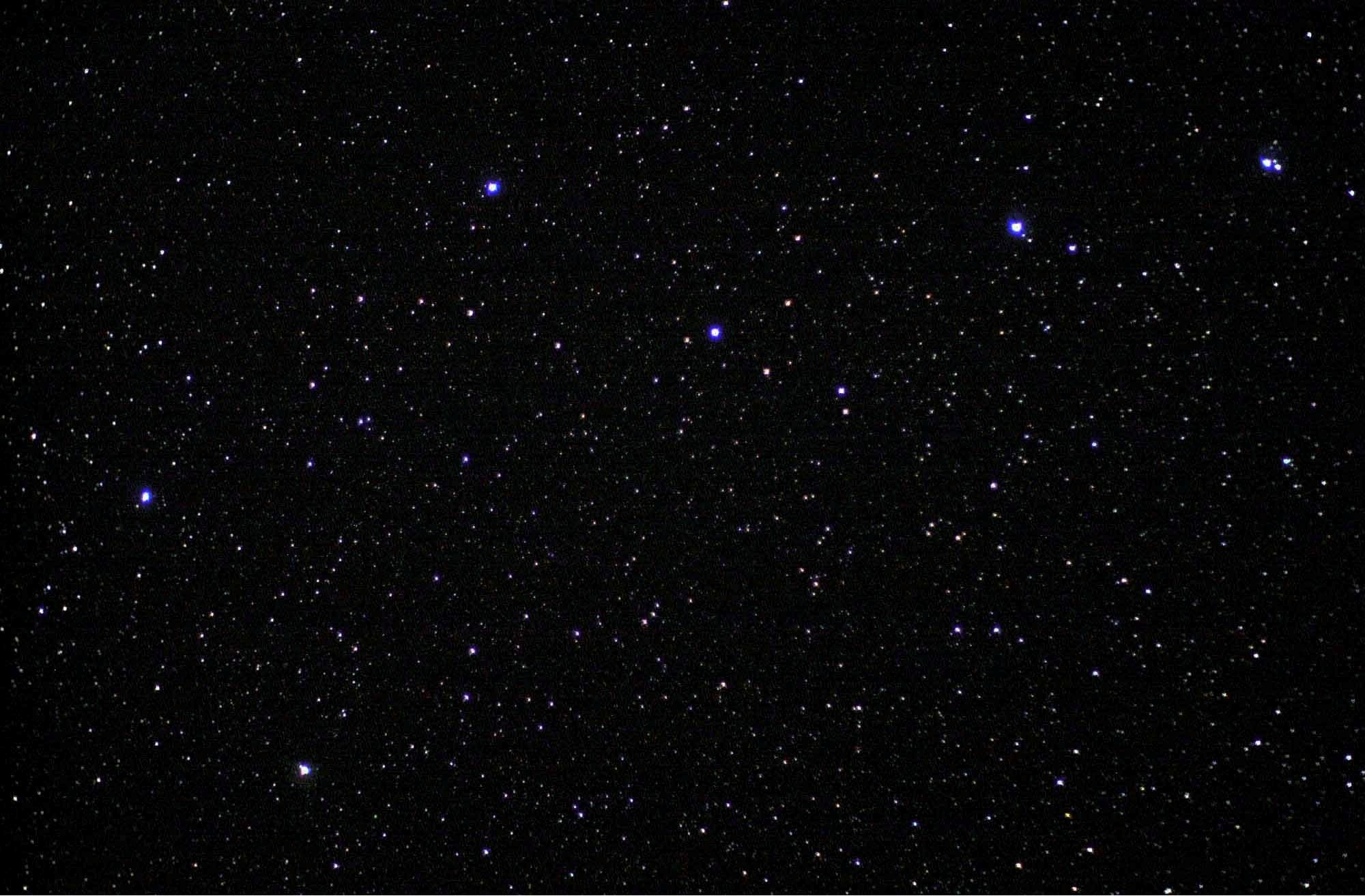
Carul mare fotografiat de pe International Space Station. Mizar și Alcor sunt în dreapta-sus.
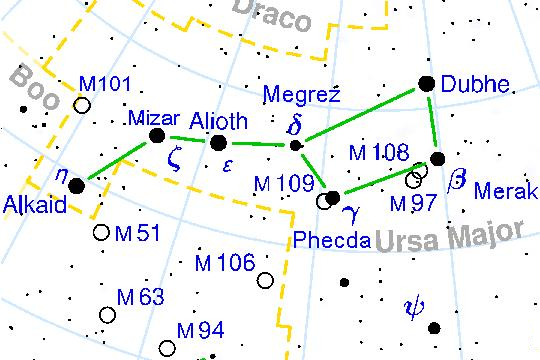
Harta asterismului Carul Mare
Harta constelației Ursa Mare